# Gobiodon unicolor
Gobiodon unicolor är en fiskart som först beskrevs av Castelnau, 1873.  Gobiodon unicolor ingår i släktet Gobiodon och familjen smörbultsfiskar. Inga underarter finns listade i Catalogue of Life.